# Флэш против Стрелы
«Флэш против Стрелы» (англ. Flash vs. Arrow) — первый ежегодный кроссовер между проектами Вселенной Стрелы. Представляет собой дилогию, состоящую из одной серии телесериала «Флэш» («Флэш против Стрелы»), вышедшей 2 декабря 2014 года, и одной серии «Стрелы» («Отважный и смелый»), премьера которой состоялась 3 декабря 2014 года. По сюжету команда Флэша (в состав которой входят Циско Рамон, Кейтлин Сноу и Барри Аллен) помогает команде Стрелы (Оливеру Куину, Фелисити Смоук и Джону Дигглу) разобраться со злодеем Капитаном Бумерангом, в то время как команда Стрелы оказывает помощь в борьбе с мета-человеком по имени Рой Биволо.
О будущем кроссовере между сериалами было объявлено в июле 2014 года, после того как во втором сезоне «Стрелы» появились герои запланированного спин-оффа — Барри Аллен, Циско Рамон и Кейтлин Сноу. К сентябрю были написаны сценарии для каждого эпизода, а ещё через месяц завершились съёмки обеих частей кроссовера. Кроссовер показывает, что все актёры основного состава каждого из сериалов появляются по крайней мере в их собственном проекте, а также представляет нескольких повторяющихся персонажей.
Оба эпизода кроссовера встретили восторженные отзывы критиков. Профессиональные критики назвали «Флэша против Стрелы» увлекательным зрелищем, в то время как поклонники обоих сериалов были в восторге, потребовав не останавливаться на достигнутом. Кроме того, критики положительно отозвались о том, что создатели сумели объединить оба сериала, при этом сохранив автономию каждой серии, а также было отмечено, что сцена сражения между Флэшем и Стрелой не разочаровала и более чем соответствовала тому ажиотажу, который был поднят вокруг неё. После «Флэша против Стрелы» вышло ещё пять ежегодных официальных кроссовера — дилогия «Герои объединяются» и масштабная трилогия (тетралогия, если включать эпизод «Медуза») «Вторжение!», театралогии («Кризис на Земле-X», и Иные Миры, а также кроссовер из пяти эпизодов Кризис На бесконечных Землях.

## Сюжет
Эдди Тоун (Рик Коснетт) предлагает создать ударный отряд по борьбе с мета-людьми. Тем временем, новый мета-человек, Рой Биволо (Пол Энтони), грабит банк, при этом демонстрируя способность вызывать у окружающих неконтролируемую ярость. В Централ-сити приезжают Оливер Куин (Стивен Амелл), Джон Диггл (Дэвид Рэмси) и Фелисити Смоук (Эмили Бетт Рикардс) с целью разузнать что-нибудь о преступнике, убивающем людей бумерангами. Барри Аллен (Грант Гастин) и Оливер решают объединить силы и поймать как Биволо, так и Капитана Бумеранга. Тем не менее Барри рвётся сражаться с Биволо без всякого плана, в результате чего он попадает под действие его способности. Так как Барри не обычный человек, то время действия эффекта увеличилось. В результате он постепенно начинает превращаться в злодея. Оливер вынужден вступить в схватку с другом и задержать его до тех пор, пока Джо (Джесси Л. Мартин) и Харрисон Уэллс (Том Кавана) не приехали на фургоне, оборудованном цветным стробоскопом, и не вернули Барри в нормальное состояние. Позднее Флэш и Стрела ловят Биволо и заключают его в тюрьму внутри ускорителя С. Т. А. Р. Лабс. Так как Флэш, пока был злодеем, напал на Эдди Тоуна и избил его, полиция утверждает инициативу ударного отряда, предложенную детективом. Барри признаёт. что ему есть ещё куда расти, в то время как Оливер советует юному герою держаться подальше от Айрис (Кэндис Паттон). Айрис же после того, как она увидела тёмную сторону Флэша, решает больше не поддерживать его. Оливер уезжает, но перед этим просит команду Флэша хранить его тайну личности. В Централ-сити появляется горящий мета-человек (Робби Амелл).
За пять лет до событий кроссовера молодой Оливер находится в Гонконге и учится, как наиболее эффективно применять пытки с целью получения информации. В настоящем Рой Харпер (Колтон Хэйнс) выясняет, где живёт Диггер Харкнесс (Ник Тарабей) (он же Капитан Бумеранг), но по указанному адресу команда Стрелы находит лишь сотрудников А. Р. Г. У. С., также разыскивающих Харкнесса. Тем временем в Старлинг-сити, с целью помочь Фелисити расследовать смерть Сары Лэнc (Кейти Лотц), приезжают Циско Рамон (Карлос Вальдес) и Кейтлин Сноу (Даниэль Панабэйкер). Диггер приходит в штаб А. Р. Г. У. С. и нападает на Лайлу Майклз (Одри Мари Андерсон). Команда Стрелы спешит на помощь, но попадает в засаду, устроенную Диггером. Их спасает прибывший в Старлинг-сити Флэш. Раскрывается, что Диггер был членом Отряда Самоубийц. Методы допроса Оливера заставляют Барри задуматься о психической уравновешенности друга. Позднее Харкнесс отслеживает местонахождение убежища Стрелы, находит Лайлу и ранит её. Чтобы иметь возможность покинуть город, злодей закладывает пять бомб в разных частях города. В результате Флэш и Стрела решают вновь объединить усилия: Оливер вступает в бой с Капитаном Бумерангом, а Флэш использует совместные усилия как своих товарищей, так и соратников Оливера, чтобы обезвредить все бомбы одновременно. В конце концов Диггер проиграл и был отправлен на Лиань Ю, где был посажен в тюрьму А. Р. Г. У. С., вместе со Слэйдом Уилсоном. Диггл едет в больницу к Лайле и делает ей предложение, она соглашается. Перед отъездом команды Флэша у Барри и Оливера состоялся дружеский поединок.

## Актёры и персонажи

### Основные и повторяющиеся
| Актёр              | Персонаж             | Эпизод    | Эпизод    | Эпизод |
| Актёр              | Персонаж             | «Флэш»    | «Стрела»  |        |
| ------------------ | -------------------- | --------- | --------- | ------ |
| Грант Гастин       | Барри Аллен / Флэш   | Регулярно | Гость     |        |
| Кэндис Паттон      | Айрис Уэст           | Регулярно |           |        |
| Даниэль Панабэйкер | Кейтлин Сноу         | Регулярно | Гость     |        |
| Рик Коснетт        | Эдди Тоун            | Регулярно |           |        |
| Карлос Вальдес     | Циско Рамон          | Регулярно | Гость     |        |
| Том Кавана         | Харрисон Уэллс       | Регулярно |           |        |
| Джесси Л. Мартин   | Джо Уэст             | Регулярно |           |        |
| Стивен Амелл       | Оливер Куин / Стрела | Гость     | Регулярно |        |
| Кэтти Кэссиди      | Лорел Лэнс           |           | Регулярно |        |
| Дэвид Рэмси        | Джон Диггл           | Гость     | Регулярно |        |
| Уилла Холланд      | Тея Куин             |           | Регулярно |        |
| Эмили Бетт Рикардс | Фелисити Смоук       | Гость     | Регулярно |        |
| Колтон Хэйнс       | Рой Харпер / Арсенал |           | Регулярно |        |
| Джон Барроумэн     | Малкольм Мерлин      |           | Регулярно |        |
| Пол Блэкторн       | Квентин Лэнс         |           | Регулярно |        |

1. ↑  Указан в титрах, хотя в эпизоде не появляется

### Приглашённые
| «Флэш» - Пол Энтони в роли Роя Биволо / Радужного рейдера - Анна Хопкинс в роли Саманты Клейтон - Патрик Сабонги в роли капитана Дэвида Синга - Робби Амелл в роли Ронни Реймонда / Огненного шторма | «Стрела» - Одри Мари Андерсон в роли Лайлы Майклз - Синтия Аддай-Робинсон в роли Аманды Уоллер - Ник Тарабей в роли Диггера Харкнесса / Капитана Бумеранга |

## Производство

### Идеи
Первые признаки предстоящего кроссовера начали наблюдаться после того, как в течение телевизионного сезона 2013—2014 были представлены Барри Аллен, Циско Рамон и Кейтлин Сноу, которые потом стали основными персонажами «Флэша». В июле 2014 года было объявлено, что восьмые эпизоды первого сезона «Флэша» и третьего сезона «Стрелы» станут двухчасовой серией кроссоверов. Эндрю Крайсберг, исполнительный продюсер обоих сериалов, раскрыл, что «это будет настоящее приключение со Стрелой и Флэшем длиной в два эпизода. Наблюдать, как эти две команды объединятся и станут работать бок о бок — это одна из самых увлекательных вещей на свете… Мы просто дождаться не можем. Мы по-настоящему верим в ускоренное повествование и в первые девять эпизодов обоих сериалов…».

### Сценарий
Сценарии для обеих частей кроссовера были написаны примерно в середине сентября 2014 года. Грег Берланти и Эндрю Крайсберг написали рассказы, по которым впоследствии Бен Соколовский и Брук Айкмайер (для «Флэша»), а также Марк Гуггенхайм и Грэнни Годфри (для «Стрелы») создали телесценарии. Гуггенхайм признался: «У меня никогда не было такой заинтересованности в написании сценария, возможно, за всю мою жизнь. Это был настолько мощный импульс для работы… Я продолжаю говорить всем, что мы должны попробовать как у Мстителей. Два героя при высоком бюджете. У нас сносит крышу на этом. И, когда мы видим всех этих персонажей вместе, у нас рождается много шуток. Что будет, если Циско положит глаз на Тею? Есть моменты вроде этого, которые мы не можем показать в обычном эпизоде. Это настолько увлекательно. Настоящий взрыв».

### Съёмки
Съёмки обоих эпизодов продолжались с 24 сентября по 8 октября 2014 года. Режиссёром серии «Флэша» стал Глен Винтер, серии «Стрелы» — Джесси Варн.

## Музыка
.
| Оценки критиков | Оценки критиков |
| Источник        | Оценка          |
| --------------- | --------------- |
| Soundtrack Geek | [ 15 ]          |

18 декабря 2014 года лейбл WaterTower Music выпустил диск с саундтреком к кроссоверу «Флэш против Стрела», на котором можно было найти музыкальные темы из обеих частей кроссовера, а также два дополнительных трека, которые были написаны для девятых эпизодов «Флэша» и «Стрелы», завершивших первый полусезон обоих сериалов. На вопрос о том, как удалось объединить все треки единой тематикой, Блэйк Нили ответил следующим образом: «Это не составило особого труда, поскольку я изначально писал музыку для обоих сериалов с расчётом на будущее их объединение, но при этом возможное сосуществование их как двух отдельных музыкальных миров. Если бы я для одного сериала писал в стиле джаз, а для другого — электроник-данс, то да, у меня бы возникли чертовски большие проблемы. Но учитывая мой изначальный подход, это было очень увлекательно делать».
Два бонус-трека были добавлены в альбом, поскольку «именно они сыскали наибольшую популярность у поклонников кроссовера». Нили раскрыл, что «мы уже почти закончили и готовились выпустить [альбом], когда я получил твиты от различных людей с просьбами об этих двух темах, которые полюбились людям, и у меня возникла идея включить их как бонус-треки… Поклонники попросили и получили это».
Автором всех композиций является Блэйк Нили.
| №                   | Название                                   | Длительность |
| ------------------- | ------------------------------------------ | ------------ |
| 1.                  | «Rainbow Raider Strikes»                   | 2:24         |
| 2.                  | «Don't Get Involved»                       | 0:41         |
| 3.                  | «Team Arrow in Central City»               | 2:30         |
| 4.                  | «Training Barry»                           | 1:55         |
| 5.                  | «What's Up, Doc»                           | 2:21         |
| 6.                  | «Barry Gets Whammied»                      | 3:05         |
| 7.                  | «The Flash vs. Arrow»                      | 5:06         |
| 8.                  | «S.T.A.R. Labs Thanks Oliver»              | 1:51         |
| 9.                  | «Firestorm Appears»                        | 0:52         |
| 10.                 | «Looking for Boomerang»                    | 2:36         |
| 11.                 | «Like a Kid in a Candy Store»              | 1:26         |
| 12.                 | «Boomerang in A.R.G.U.S.»                  | 4:00         |
| 13.                 | «Teaming Up»                               | 1:50         |
| 14.                 | «Torture Tactics»                          | 2:16         |
| 15.                 | «Hope for Saving People Like Us»           | 1:44         |
| 16.                 | «Light Inside You»                         | 2:28         |
| 17.                 | «Disarming the Bombs»                      | 3:54         |
| 18.                 | «Gift Exchange»                            | 1:30         |
| 19.                 | «The Brave and the Bold»                   | 1:44         |
| 20.                 | «The Man in the Yellow Suit» (Bonus Track) | 2:15         |
| 21.                 | «The Climb» (Bonus Track)                  | 3:29         |
| Общая длительность: | Общая длительность:                        | 49:57        |

## Показ
Премьера обеих частей кроссовера состоялась 22 ноября 2014 года, когда их специально для поклонников показали в кинотеатре Crest Theatre в Вествуде, Лос-Анджелес. После сеанса к Стивену Амеллу, Гранту Гастину, Дэвиду Рэмси, Эмили Бетт Рикардс, Даниэль Панабэйкер и Карлосу Вальдесу, присутствовавшим на премьере, присоединились исполнительные продюсеры Крайсберг, Берланти и Гуггенхайм для проведения конференции со зрителями. Телепремьера эпизода «Флэша» состоялась на канале The CW 2 декабря 2014 года, «Стрелы» — 3 декабря 2014 года на том же канале. В тот же вечер кроссовер был показан на канадском телеканале CTV Television Network.

## Отзывы

### Рейтинги
| Сериал   | Название эпизода     | Премьера            | Рейтинг (18-49) | Зрителей (миллионов) | DVR (18-49) | Зрителей DVR (миллионов) | Всего (18-49) | Всего зрителей (миллионов) |
| -------- | -------------------- | ------------------- | --------------- | -------------------- | ----------- | ------------------------ | ------------- | -------------------------- |
| «Флэш»   | «Флэш против Стрелы» | 2 декабря 2014 года | 1.6/5           | 4.34                 | 1.0         | 2.31                     | 2.6           | 6.65                       |
| «Стрела» | «Отважный и смелый»  | 3 декабря 2014 года | 1.4/4           | 3.92                 | TBA         | TBA                      | TBA           | TBA                        |

Эпизод «Флэша» стал самым рейтинговым эпизодом сериала, не считая «Пилотной серии», вышедшей 7 октября 2014 года. По сравнению с предыдущим эпизодом, «Перебои в питании», аудитория выросла на 22 %, а рейтинг в возрастной группе от 18 до 49 — на 14 %. Эпизод «Стрелы» также уступил лишь своему пилотному эпизоду (вышедшему 10 октября 2012 года) по количеству зрителей, однако оказался успешнее его по рейтингу от 18 до 49. По сравнению с эпизодом «Отложи свой лук» заметен рост на 46 % и 56 % в телеаудитории и рейтинге от 18 до 49 соответственно, что сделало его самым популярным из шоу среды в сетке канала The CW за предыдущие два года.

### Критика
После выхода первого кроссовера с участием Стрелы и Флэша, Брайан Лори, пишущий для Variety, похвалил создателей за репликацию успеха «Стрелы», но «с более лёгким тоном» и «героем с истинными сверхсилами» и назвал кроссовер «благоприятным моментом, чтобы все заинтересованные совершили короткий, но заслуженный круг почёта». Лори также отметил. что кроссовер «делает тонкую работу по объединению двух сериалов, хотя, вероятно, его целью не является привлечение к ними аудитории в большем количестве, чем уже есть». Мередит Бордерс из Birth.Movies.Death назвала кроссовер «забавным» и с одобрением добавила, что «произошло так много того, что не связано ни с одним сериалом, ни с другим — и это хорошо. С одной стороны кроссоверы были определённо открыты для новых зрителей или „Стрелы“, или „Флэша“ (или, что вероятнее, обоих), а с другой, каждый эпизод, обёрнутый в красивую обёртку, двигал сюжет дальше, не утруждаясь объяснять его для новичков. Новые зрители пойдут дальше и хорошо проведут время, а старые — вознаграждены значительным сдвигом в основной сюжетной линии».
По мнению Ченселлора Агарда, пишущего для Entertainment Weekly, «кроссовер „Флэша“ и „Стрелы“ вполне удался. При просмотре эпизодов становилось ясным, что главным образом кроссовер был сделан ради „Флэша“; его главным предназначением являлось привлечение внимания к шоу, что имеет свой резон. „Флэш“ ещё не оперившийся птенец и в этом таком непостоянном телевизионном пейзаже невозможно сказать, сумеет ли он выжить благодаря своим рейтингам. С точки зрения повествования „Флэшу“ на самом деле не нужен был кроссовер. Да, сюжеты обеих частей дополнительно раскрыли большинство персонажей „Флэша“. Однако, учитывая высокое качество работы сценаристов сериала, по-моему, сценаристы, возможно, создали бы обычный эпизод, где имеет место то же самое. Тем не менее, и „Флэш против Стрелы“ и „Отважный и смелый“ помещали персонажей в совершенно новые ситуации и было интересно смотреть, как они на них реагировали. К сожалению, нельзя сказать того же о персонажах „Стрелы“. Нельзя сказать, что не было действительно смешных моментов с участием команды Стрелы; однако взаимодействие команды Стрелы с другой группой супергероев не привнесло в сериал ничего нового. Присутствие Флэша во второй части кроссовера никак не влияло на сюжетные линии „Стрелы“. Главным образом это было потому, что в третьем сезоне у „Стрелы“ довольно размытый сюжет. Словом, это была супер-увлекательная, но потраченная впустую для „Стрелы“ неделя».
Сайт TV Line поставил дилогию кроссоверов на 9 место в своём списке лучших ТВ-моментов 2014 года: «Есть кроссоверы. А есть шоу о супергероях. Но в последнее время ещё никогда не было случая, когда два костюмированных борца с преступностью в исполнении живых актёров столкнулись друг с другом в бою с применением супер-способностей (хоть и в смягчающих вину обстоятельствах). Плавные движения Флэша и сила и стратегия Стрелы превратили всё в напряжённое танго, действительно соответствующее тому ажиотажу, который развернулся вокруг этого».

#### «Флэш»
Джесси Шедин, критик из IGN, поставил эпизоду «Флэш против Стрелы» 7,8 из 10. По его словам «„Флэш против Стрелы“ была не настолько амбициозна, как это могло показаться, но было забавно видеть двух героев, которые сталкиваются лбами… Сценаристы в большей степени сосредоточились на развлекательной стороне боя этих героев и взаимоотношениях между их союзниками. Интересно было увидеть. что отношения Барри и Оливера продолжают развиваться, но при этом эти два героя ненадолго подрались. Однако решение создателей сделать эту историю исключительно автономным эпизодом сильно ограничило их в объёме материала, что привело к появлению ещё одного слабого злодея». В своей рецензии для A.V. Club Скотт Вон Довиак поставил эпизоду оценку A-, назвав его «удовлетворительным откровенным обменом мнениями». По его словам «Несмотря на то, что The CW продвигал „Флэша против Стрелы“ как первую часть дилогии кроссоверов, включающее завтрашний „Отважный и смелый“, на самом деле эпизод является самостоятельным, отдельным часом „Флэша“». Вон Довиак также упомянул, что «Одна из потенциальных ловушек при создании кроссовера двух шоу кроется в столкновении их атмосфер. Стрела, хоть с ним и связаны определённые лёгкие моменты, является вечно серьёзным и мрачным мстителем. Барри Аллен же, несмотря на своих внутренних демонов, из того рода супергероев, которые спасают людей среди живописных и увлекательных сцен. Сценаристы Грег Берланти и Эндрю Крайсберг и режиссёр Глен Винтер взяли нити этой дихотомии и сплели в причудливый узор эпизода». Он также особо отметил сцену боя между Флэшем и Стрелой: «Это качественно поставленное сражение, где каждый герой по-своему силён и по-своему умён».
Дэйв Трамбор из Collider.com поставил «Флэшу против Стрелы» A-: «В то время как вы с интересом наблюдаете за тем, как два ТВ-героя в исполнении живых актёров делят некоторое экранное время, сегодняшний час продолжает сюжетную линию, начатую в предыдущих эпизодах каждого из сериалов. И хотя финальная сцена намекает на то, что господину Оливеру Куину предстоят большие перемены, эпизод целиком и полностью о Барри Аллене и тех трудностях, с которыми он сталкивается как молодой и напористый борец с преступностью… Потребовалось много дырок и пинков, полученных от Стрелы, чтобы Барри понял, что его способности — удивительный дар, который он должен развивать и оттачивать, чтобы в будущем стать настоящим героем». Трамбору также «понравилось, как внимание Стрелы к деталям и стремление к самосовершенствованию столкнулись с беззаботностью и даже беспечностью Барри, когда дело доходит до избивания злодеев». У Агарда были большие ожидания по поводу эпизода и он «не был разочарован», указав, что «„Флэш против Стрелы“ отличился как в плане экшна — бой между Флэшем и Стрелой поставлен безупречно — так и в плане персонажей. И пока мы с интересом наблюдаем за тем, как команда Флэша взаимодействует с командой Стрелы, эпизод ни на минуту не даёт забыть, что это „Флэш“, и всё сделано, чтобы сделать шаг в развитии сюжетных линий сериала. Да, сегодняшний мета-человек смотрится не более как сюжетный ход, но это прекрасный сюжетный ход, так как обеспечивает нам эпическую сцену сражения, обещанную названием эпизода».
Эрик Уолтерс, пишущий для Paste, оценил серию «Флэш против Стрелы» на 9,0 из 10. По его мнению эпизод «был всем, что могли ждать от кроссовера поклонники. Часть дилогии, вышедшая в рамках „Флэша“, была сложной, хорошо поставленной, хорошо написанной и, что самое главное, увлекательной… Грант Гастин показал впечатляющий диапазон с раздражающими воплями (у Гастина ранее были и более серьёзные моменты, но гнев в его исполнении получился хорошо)». Кэролайн Прис, критик Den of Geek, похвалила эпизод, признавшись, что «в нём было всё, что нужно поклоннику, и даже больше. Это то самое, что делает идею расширенной вселенной такой великолепной, и эта первая в мире попытка доказала, что самая комиксная из идей может быть перенесена на маленький экран, если будет воплощена с особой тщательностью, радостью и энтузиазмом… [и] самая замечательная в эпизоде вещь — это всё ещё эпизод „Флэша“, слегка приправленный Оливером, Фелисити и ещё Диггла добавлено по вкусу. Перед нами были всё те же проблемы в С. Т. А. Р. Лабс, всё та же влюблённость Барри в Айрис и даже маленький тизер, показывающий Амелла-младшего в качестве Огненного шторма — кроссовер не занял весь час и это стало приятным сюрпризом, преподнесённым шумихой».

#### «Стрела»
Дав эпизоду 9,2 из 10 Шедин написал в своей рецензии, что «вторая часть кроссовера „Стрелы“ / „Флэша“ была просто бомбой, и во многих отношениях более связным и удовлетворительным эпизодом, чем первая… В то время, как первый грандиозный кроссовер, будучи разделённым на два автономных эпизода, потерял часть своего потенциала, вторая половина оказалась более последовательной и увлекательной. Капитан Бумеранг едва ли не стал самым неповторимым злодеем из всех представленных в этом сезоне. Интересное взаимодействие команд Стрелы и Флэша продолжилось, но в то же время мы получили хорошую драматическую составляющую. а Барри и Олли вновь столкнулись лбами. Здесь кроссовер нашёл баланс между лёгким и тёмным, в которым он нуждался». Аласдер Уилкинс на страницах журнала The A.V. Club поставил эпизоду A- и отметил, что «этот эпизод не нуждается в большом повествовании, когда он может быть просто лёгким и забавным в течение часа, и Барри — едва ли не единственный персонаж, который способен вытянуть Оливера из водоворота слезливой ерунды. Проще говоря, „Отважный и смелый“ — увлекательный эпизод, снятый в интересной манере, не замеченной в течение сезона… [и] по странному совпадению он разделил название „Отважный и смелый“ с продолжительной серией комиксов DC Comics о команде героев. Флэш в данном случае отважный, он герой, вдохновляющий своей отвагой, даже если его наивное представление о правильном и неправильном игнорирует многое из того, что они делают. Стрела — смелый, он герой, для которого неважно, что он должен сделать, чтобы отстоять справедливость».
По мнению Трамбора эпизод «Стрелы» завершил кроссовер «захватывающим способом» и критик оценил его на A. По его словам эпизод, «названный „Отважным и смелым“ мог бы называться также и „Повесть о двух городах“, так как оба героя впитали суть своих родных городов всем своим естеством: бурлящая юность Барри Аллена несёт в себя инновационные технологии и до некоторых пор чистые до блеска улицы Централ-сити, в то время, как респектабельность Старлинг-сити противоречит уровню преступности, что воплощено в Оливере Куине как одиноком мстителе в маске. Это умный ход сценаристов, чтобы время от времени сталкивать героев, но в то же время дав им возможность объединяться ради общей цели». Тем не менее Агард возразил своему коллеге, отметив что «это был вполне достойный эпизод, но не настолько хороший, насколько был эпизод „Флэша“. Если принимать во внимание, что во „Флэше“ заметно развитие основных сюжетных линий, то того же нельзя сказать об „Отважном и смелом“, который больше реализован как кроссовер. „Отважный м смелый“ попытался рассмотреть личные проблемы Оливера и развить его персонаж, однако всё закончилось тем, что сюжет сосредоточился на команде. Однако в эпизоде было много и забавных моментов, большинство из которых связано с гиковством Циско всегда и везде… Кроме того, Капитан Бумеранг стал самым солидным и неотразимым противником команды Стрелы в этом сезоне, так как он один из тех, кто ценит стратегию и продумывает всё на много шагов вперёд».
В своей рецензии для Paste Марк Роузман поставил второй части «Флэша против Стрелы» 9.3 из 10, отметив, что «„Отважный и смелый“ не только догнал своего брата, но и в чём-то даже обогнал его… [Эпизод] практически стал самым лучшим из всех серий „Стрелы“ этого сезона и весомым завершением успешного кроссовера „Стрелы“ / „Флэша“. Это возбуждает, так как всё же это заряженный эмоциями эпизод, в котором все элементы объединены с невиданной ловкостью. Обе творческие группы (как „Стрелы“, так и „Флэша“) следует поаплодировать за понимание того, что можно наплевать на рейтинги и взять лучшее от каждого шоу, динамично развивая персонажей. Если „Флэш против Стрелы“ доказывал, что „Флэш“ сможет и ночь простоять, и день продержаться, то „Отважный и смелый“ показывает, что у „Стрелы“ ещё остался порох в пороховницах». Майк Сеччини из Den of Geek раскрыл, что «подобно „Флэшу против Стрелы“, это одно большое приключение. Действительно, даже если бы не было бумеранга, объединяющего эти эпизоды вместе, они бы хорошо работали независимо друг от друга. И точно также, как „Флэш против Стрелы“ был исключительно эпизодом „Флэша“, так и „Отважный и смелый“ стал исключительно эпизодом „Стрелы“, что было видно с самого начала. И это вам не любой эпизод. [Это] самый лучший эпизод третьего сезона „Стрелы“ на данный момент… И ещё одна вещь, музыкальные треки были великолепны. Посмотрите, „Стрела“ — это сериал, и есть вещи, при помощи которых они добиваются большего успеха, чем кто-либо ещё (трюки, поединки и т. д.), но время от времени Блэйк Нили ещё и выбивает вас из равновесия своим кинематографическим звучанием». Он поставил эпизоду 4,5 из 5.

## Последующие кроссоверы
В январе 2015 года президент The CW Марк Педовиц высказал намерение делать официальные кроссоверы между проектами Вселенной Стрелы каждый год. В рамках телесезона 2015—2016 гг. вышла дилогия «Герои объединяются», основной целью которой стала подготовка зрителей к выходу нового сериала, события которого происходят в той же вымышленной вселенной — «Легенд завтрашнего дня». Через год состоялась премьера масштабной серии кроссоверов под названием «Вторжение!», объединившей как три существующих проекта («Флэш», «Стрела» и «Легенды завтрашнего дня»), так и один сторонний — «Супергёрл» — начавший транслироваться на The CW начиная со второго сезона. В декабре 2016 года Венди Мерикл сказала, что «хотите верьте, хотите нет, но мы уже имеем представление о том, чему мы хотим посвятить новый кроссовер. Это просто умопомрачительная вещь!». В сентябре 2017 года стало известно, что кроссовер получил название «Кризис на Земле-X» и он будет показан на канале The CW вечером 27 и 28 ноября 2017 года.